# Площа Віру
Площа Ві́ру (ест. Viru väljak) — площа в центрі Таллінна, столиці Естонії.

## Географія
Розташована наприкінці вулиці Віру. На площу виходять вулиці Вана-Віру, Лайкмаа, Хобуяама, Пярнуське шосе, Нарвське шосе, бульвар Мере.
Місце злиття вулиці Віру, бульвару Мере, Нарвського та Пярнуського шосе вважається нульовим кілометром Таллінна.

## Історія

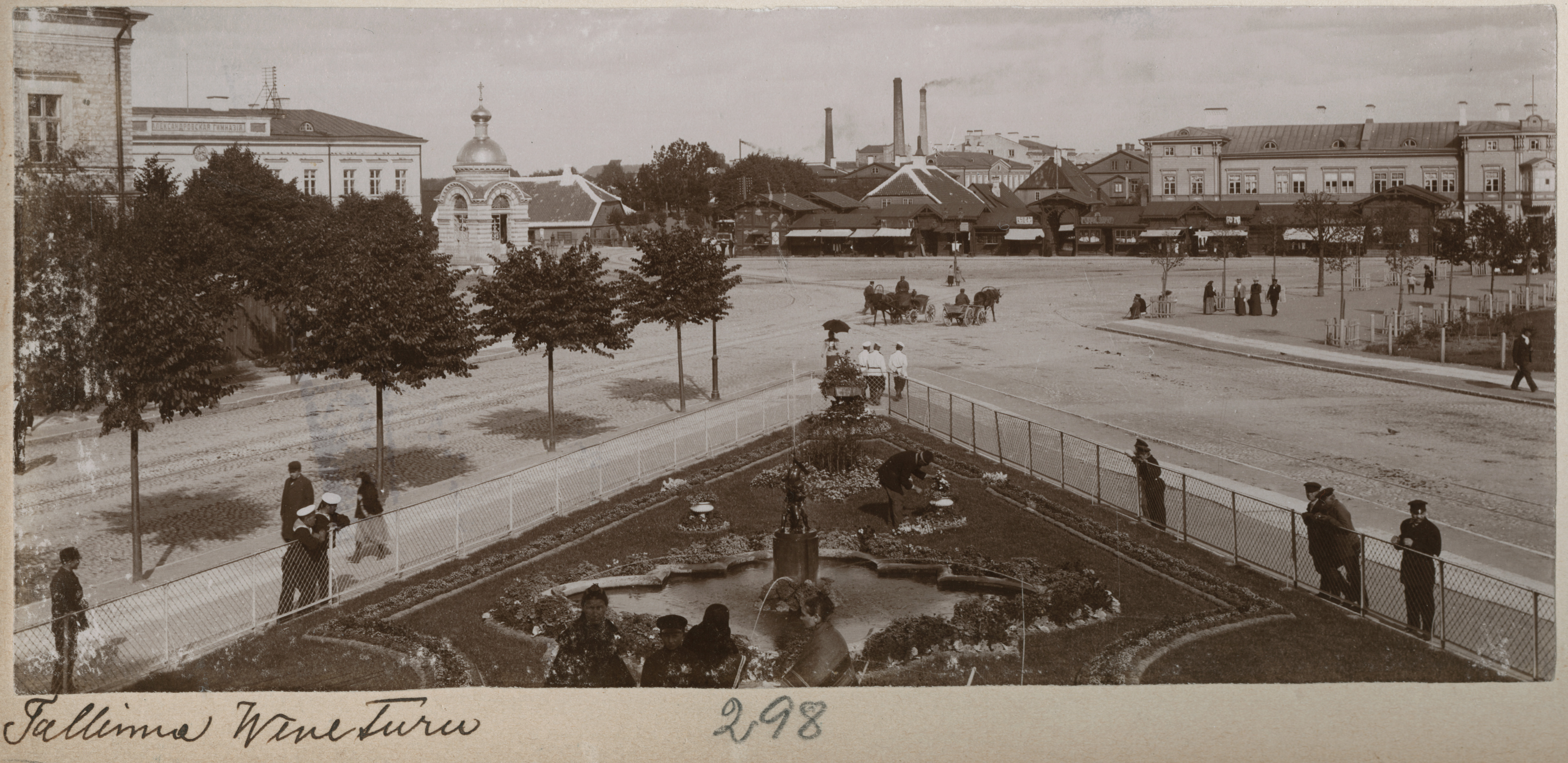
Російський ринок близько 1896—1903 років, на задньому плані зліва — каплиця Олександра Невського.

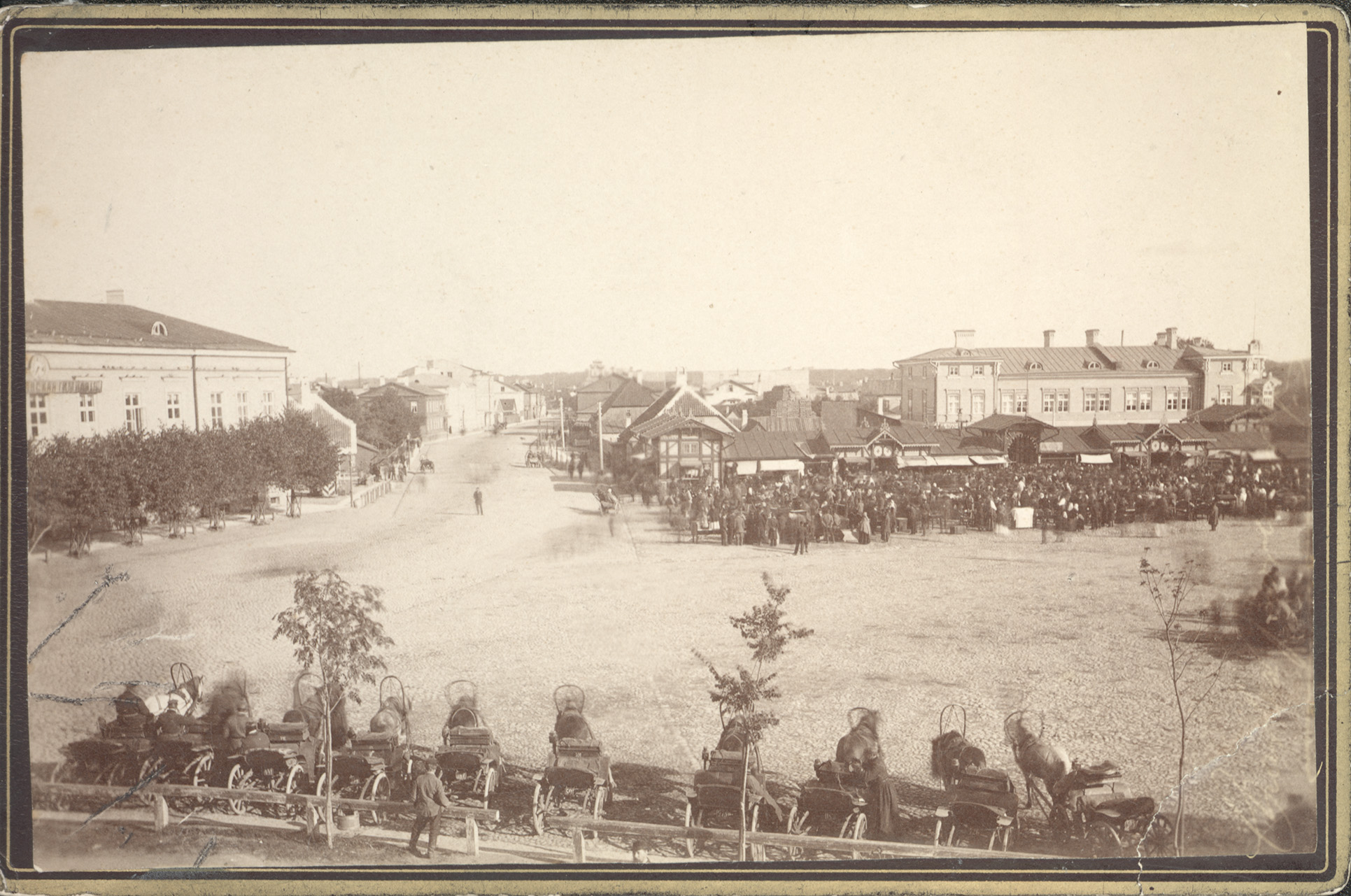
Російський ринок у 1882—1890 роках, праворуч — «Ринковий хол»

Початкова назва — Російський ринок (ест. Vene turg, нім. Russischer Markt). 23 квітня 1939 року рішенням Талліннської міської ради перейменовано на площу Віру. Назва пов'язана зі східною естонською провінцією Вірумаа, оскільки поблизу нової площі проходила дорога в східні райони Естонії.
1872 року в будівлі колишнього універмагу відкрито Олександрівську гімназію.
14 листопада 1888 року на площі урочисто освячено кам'яну каплицю в ім'я св. благовірного великого князя Олександра Невського. Мала позолочений купол, великі мозаїчні ікони в арках над вікнами та ажурну ковану огорожу (знесено 1921 року). Там, де зараз стоїть перебудований з колишнього Будинку побуту готель «Tallink City Hotel», стояли під одним дахом дерев'яні кіоски так званого «Ринкового холу».
1940 року стала називатися площею Сталіна, в період німецької окупації назву змінено на Wierländischer Platz (площа Вірумаа), 1944 року ім'я Сталіна повернуто і площа носила його до 1960 року.
1948 року на площі планувалося створити архітектурний центр Таллінна, 1952 року розроблено проєкт композиційного центру площі — монумент Перемоги,
«Де раніше стояли лавочки,
Любителів комерції,
Підніметься площа Центральна,
Столиці нашого серця».
(Дебора Вааранді)
Проєкт залишився нездійсненим.
Від 1960 до 1970 називалася Центральною. Сучасну назву площі повернуто 1970 року.
5 травня 1972 року вступив у дію побудований на площі готель «Віру» — перша висотна будівля Таллінна.

## Забудова
- буд. 2 — колишня Олександрівська гімназія, нині торгово-офісний будинок «Metro Plaza»
- буд. 3 — готель «Nordic Hotel Forum», відкрито 2007 року, 2021 року проходить реновацію[8]
- буд. 4 — готель «Sokos Hotel Viru» (колишній готель «Віру»)
- буд. 4/6 — торговий центр Віру Кескус[et]
- буд. 6 — автобусний термінал Віру, побудований 2004 року[9]
- буд. 6 — 10-поверховий квартирний будинок, побудований 2005 року

Статуя «Сутінки» (ест. «Hämarik») на вулиці Лайкмаа біля торгового центру Віру Кескус.
До площі прилягає парк Таммсааре та квартал Ротерманна.

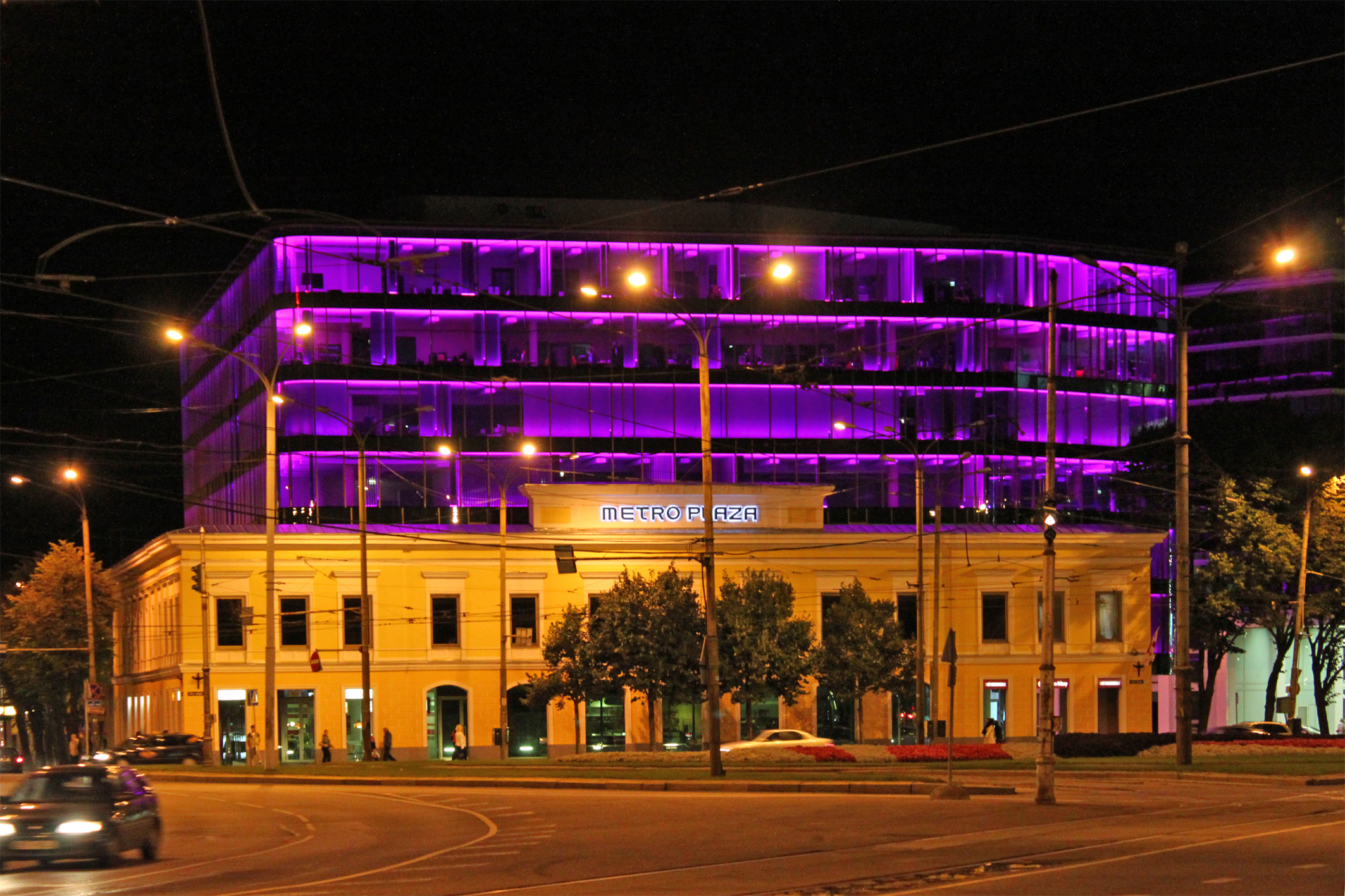
Метро Плаза, площа Віру, 2
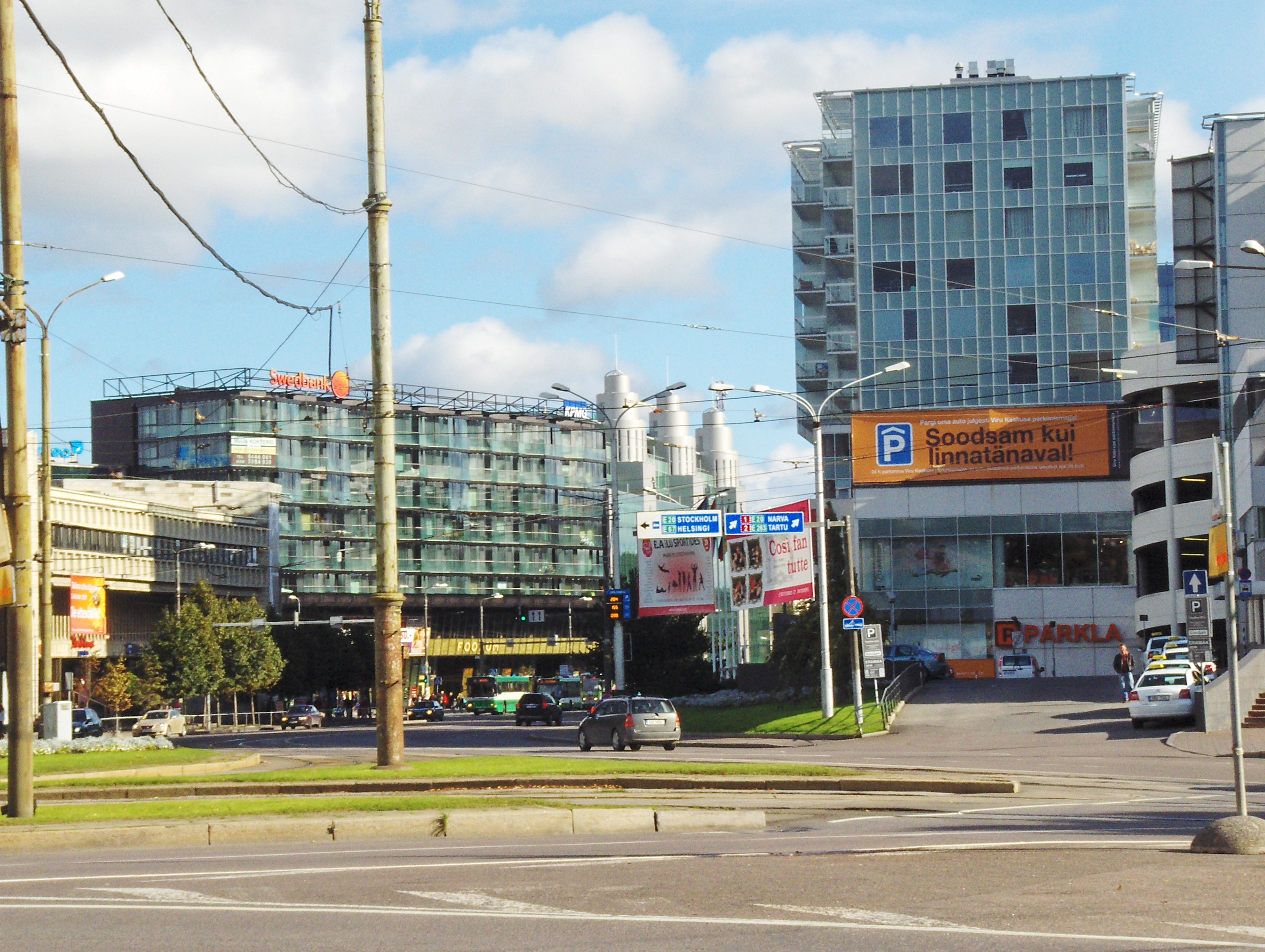
Праворуч — житловий будинок, площа Віру, 6
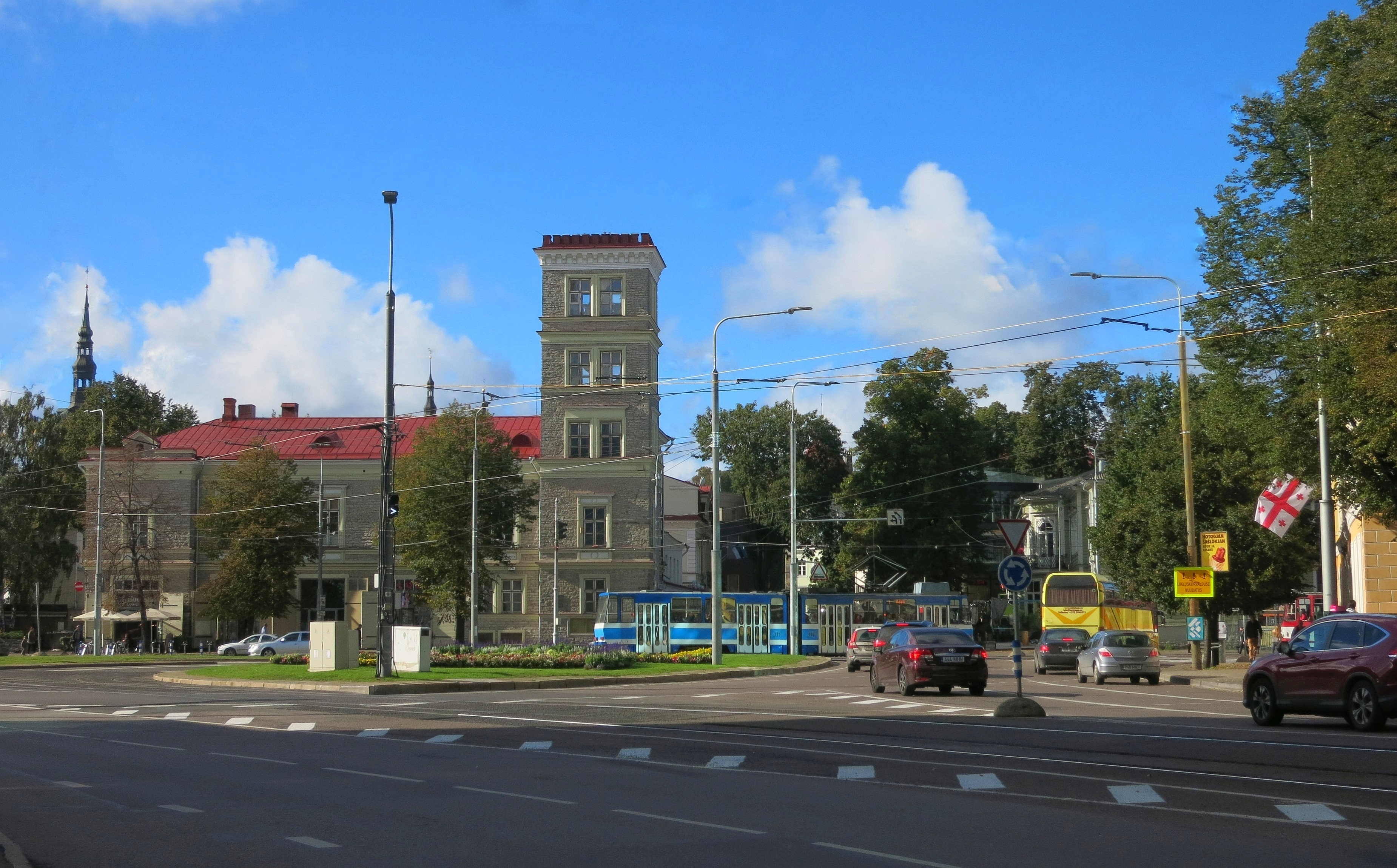
Транспортне коло на площі Віру
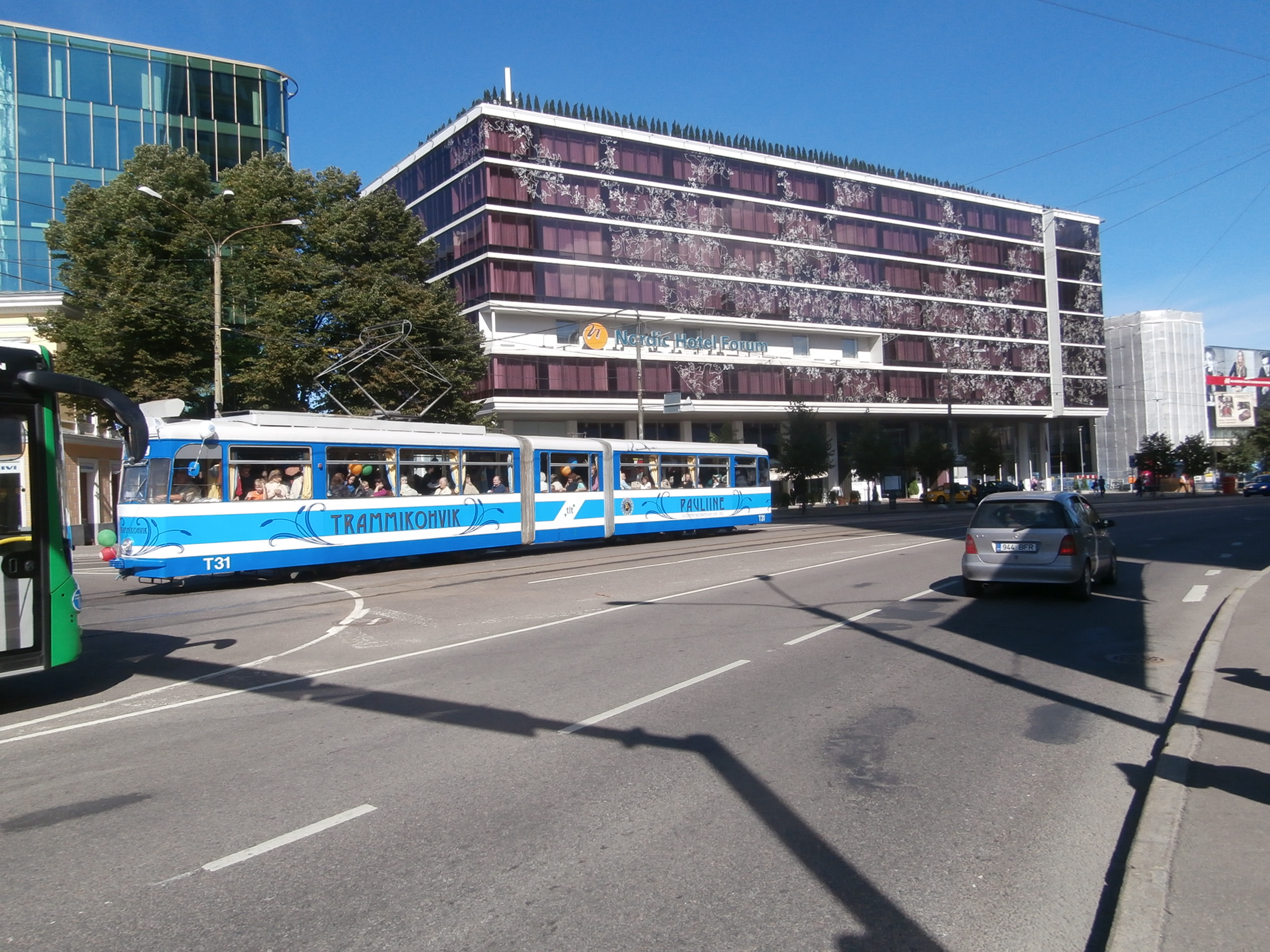
Готель “Nordic Hotel Forum”